# Distrikt Pampamarca (Canas)
Der Distrikt Pampamarca liegt in der Provinz Canas in der Region Cusco in Südzentral-Peru. Der Distrikt wurde am 29. August 1834 gegründet. Er besitzt eine Fläche von 31,2 km². Beim Zensus 2017 wurden 1889 Einwohner gezählt. Im Jahr 1993 lag die Einwohnerzahl bei 2047, im Jahr 2007 bei 1924. Sitz der Distriktverwaltung ist die am südöstlichen Seeufer der Laguna Pampamarca auf einer Höhe von 3811 m gelegene Ortschaft Pampamarca mit 828 Einwohnern (Stand 2017). Pampamarca liegt 8,5 km nordnordwestlich der Provinzhauptstadt Yanaoca.

## Geographische Lage
Der Distrikt Pampamarca liegt im Andenhochland im äußersten Nordosten der Provinz Canas. Der Distrikt umfasst etwa das östliche Drittel des Sees Laguna Pampamarca. Im Nordosten reicht der Distrikt bis zum Río Vilcanota.
Der Distrikt Pampamarca grenzt im Süden an den Distrikt Yanaoca, im Osten an den Distrikt Túpac Amaru, im Nordwesten an den Distrikt Mosoc Llacta (Provinz Acomayo), im Nordosten an den Distrikt Combapata sowie im Osten an den Distrikt Tinta (die beiden zuletzt genannten Distrikte gehören zur Provinz Canchis).

## Ortschaften
Neben dem Hauptort gibt es folgende größere Ortschaften im Distrikt:
- Chosecani (425 Einwohner)
- Pabellones (331 Einwohner)